# 도산안창호기념관
도산안창호기념관(島山安昌浩記念館)은 서울특별시 강남구 신사동에 위치한 박물관이다. 도산공원 내에 있으며, 안창호의 사상과 업적을 알리기 위해 탄생 120주년과 순국 60주기를 기념하여 설립되었다.

## 같이 보기
- 대한민국의 박물관과 미술관 목록